# Perry (Floryda)
Perry – miasto w Stanach Zjednoczonych, w stanie Floryda, w hrabstwie Taylor.